# Cinetus
Cinetus är ett släkte av steklar som beskrevs av Louis Jurine 1807. Cinetus ingår i familjen hyllhornsteklar.
Släktet Cinetus indelas i:
- Cinetus alce
- Cinetus aletes
- Cinetus angustatus
- Cinetus ariantes
- Cinetus atriceps
- Cinetus brevipetiolatus
- Cinetus cameroni
- Cinetus decipiens
- Cinetus ditomus
- Cinetus elatior
- Cinetus ennius
- Cinetus excavatus
- Cinetus fuliginosus
- Cinetus fuscinervis
- Cinetus fuscipes
- Cinetus gaus
- Cinetus ilione
- Cinetus iridipennis
- Cinetus lanceolatus
- Cinetus licus
- Cinetus lusitanicus
- Cinetus mermerus
- Cinetus piceus
- Cinetus piciventris
- Cinetus princeps
- Cinetus proclea
- Cinetus procris
- Cinetus sequester
- Cinetus telon
- Cinetus tristis